# Cidaphus crassus
Cidaphus crassus är en stekelart som först beskrevs av André Seyrig 1935.  Cidaphus crassus ingår i släktet Cidaphus och familjen brokparasitsteklar. Inga underarter finns listade i Catalogue of Life.